# Сент-Омер (округ)
Сент-Омер (фр. Saint-Omer) — округ (фр. Arrondissement) во Франции, один из округов в регионе О-де-Франс. Департамент округа — Па-де-Кале. Супрефектура — Сент-Омер.
Население округа на 2019 год составляло 129 295 человек. Плотность населения составляет 159 чел./км². Площадь округа составляет 813,0 км².

## Состав
Кантоны округа Сент-Омер (с 1 января 2017 года):
- Лёмбр (частично)
- Лонгнесс
- Сент-Омер
- Фрюж (частично)
- Эр-сюр-ла-Лис (частично)

Кантоны округа Сент-Омер (с 22 марта 2015 года по 31 декабря 2016 года):
- Кале-2 (частично)
- Лёмбр (частично)
- Лонгнесс
- Марк (частично
- Сент-Омер
- Фрюж (частично)
- Эр-сюр-ла-Лис (частично)

Кантоны округа Сент-Омер (до 22 марта 2015 года):
- Ардр
- Арк
- Лёмбр
- Одрюик
- Сент-Омер-Нор
- Сент-Омер-Сюд
- Фокамберг
- Эр-сюр-ла-Лис